# Rudolfova štola
Rudolfova štola je přes kilometr dlouhý tunel v Praze vybudovaný v 16. století za Rudolfa II. pod Letnou pro zásobování rybníků Královské obory vodou z Vltavy.
Rudolfova štola se strážním a vodovodním domkem je technickou kulturní památkou zapsanou do státního seznamu před rokem 1988.

## Historie
Koncem roku 1583 rozhodl císař římský a král český Rudolf II. Habsburský zřídit pro svou kratochvíli v pražské Královské oboře rybník. Mimořádný nápad měl autor myšlenky prokopání štoly, která by využila rozdílu hladiny Vltavy u Starého Města a u Královské obory a získala potřebný spád pro přítok vody. Rudolf II. se pro projekt nadchl a požádal české stavy o financování stavby.
Od začátku bylo zřejmé, že jde o značně nákladný a technicky velmi obtížný projekt. Stavbou štoly byl pověřen vrchní hormistr Lazar Ercker ze Schreckenfelsu a vrchní důlní měřič Jiří Oeder ze Saska. Oba císařovi poddaní se již na jaře roku 1584 vydali do Hor Kutných, kde objednali potřebnou techniku a najali nejzkušenější havíře. Na Letné bylo vyměřeno pět šachet a též obě ústí tunelu. Hloubení šachet bylo započato roku 1584 a postupovalo ve skále velmi pomalu, s pomoci primitivních nástrojů se pracovalo ve dne v noci. Šachtami havíři sestoupili do úrovně průkopu teprve po dvouleté práci, pravděpodobně na jaře roku 1586. Štola samotná pak byla ražena v letech 1589 až 1593.
Bylo rozhodnuto vybudovat pět svislých šachet, aby havíři po dosažení dna budoucí štoly mohli pracovat proti sobě, takže podle původního záměru by se pracovalo na dvanácti čelbách (12 skupin havířů). Setkali by se tedy celkem šestkrát. Hloubení šachet postupovalo velmi pomalu, jednak pro charakter hornin, jednak pro průvaly vod. Právě kvůli těmto vodám byly práce na třetí šachtě zastaveny a šachta (vyhloubená do hloubky již 15 metrů) zasypána. Tím se značně prodloužilo budování vlastní štoly, protože místo dvou asi 170metrových úseků se prostřední úsek zvětšil na dvojnásobek. Postupovalo se tedy v hloubení čtyř šachet a to po dobu dvou let na dno šachty a pak se pokračovalo v ražbě štoly proti sobě, tedy na místo původních dvanácti čeleb pouze na deseti čelbách. Havíři se tedy setkali celkem pětkrát. K poslední prorážce došlo po deseti letech od zahájení prací, 17. července roku 1593.
Dílo během stavby často poškozovaly přívaly vody z podzemních pramenů. V posledním úseku pod belvederským svahem bylo také potřeba bojovat s nesoudržnou horninou a štolu opatřit mohutnou výdřevou. Ale již o 16 metrů dále byla zase naopak skála tak tvrdá, že ji bylo nutno lámat ohněm. To vše postup prací velmi zpomalovalo, s čímž byl Rudolf II. velmi nespokojen a rozhodl se objednat u Isaaca Phendlera plán štoly, do kterého by byl každý týden zakreslován postup prací.
Chodba nebyla vyzděna, výdřeva hnila, údržba nebyla prováděna soustavně a postupem času se štola dostala do dezolátního stavu, kanál byl zanášen bahnem a odpadky, ze stěn se uvolňovaly kameny a byly nutné větší opravy, výdřevu nahradila vyzdívka atp. V 80. letech 20. století se objevil plán na přeražení štoly a výstavbu nového betonového vodotoku, k čemu z důvodů nedostatku finančních prostředků nedošlo. Po roce 1989 štolu pro město udržoval známý pražský geolog a speleolog Vladimír Vojíř.
V roce 1991 u příležitosti 100. výročí Jubilejní zemské výstavy v Praze byla štola částečně zpřístupněna veřejnosti. Pro špatný technický stav byla záhy uzavřena. V roce 1997 u příležitosti výstavy o Rudolfovi II. bylo zpřístupněno 350 m štoly. V roce 2002 při povodni byla štola poškozená a opět uzavřena.

## Popis

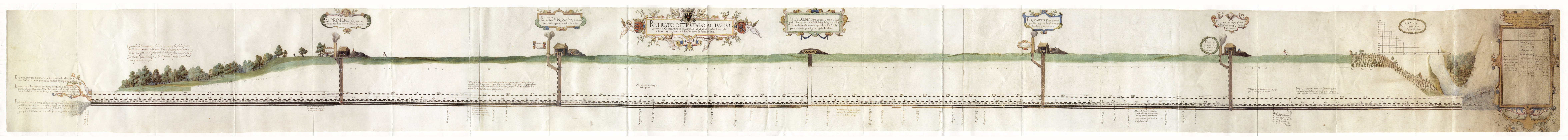
Plán Rudolfovy štoly

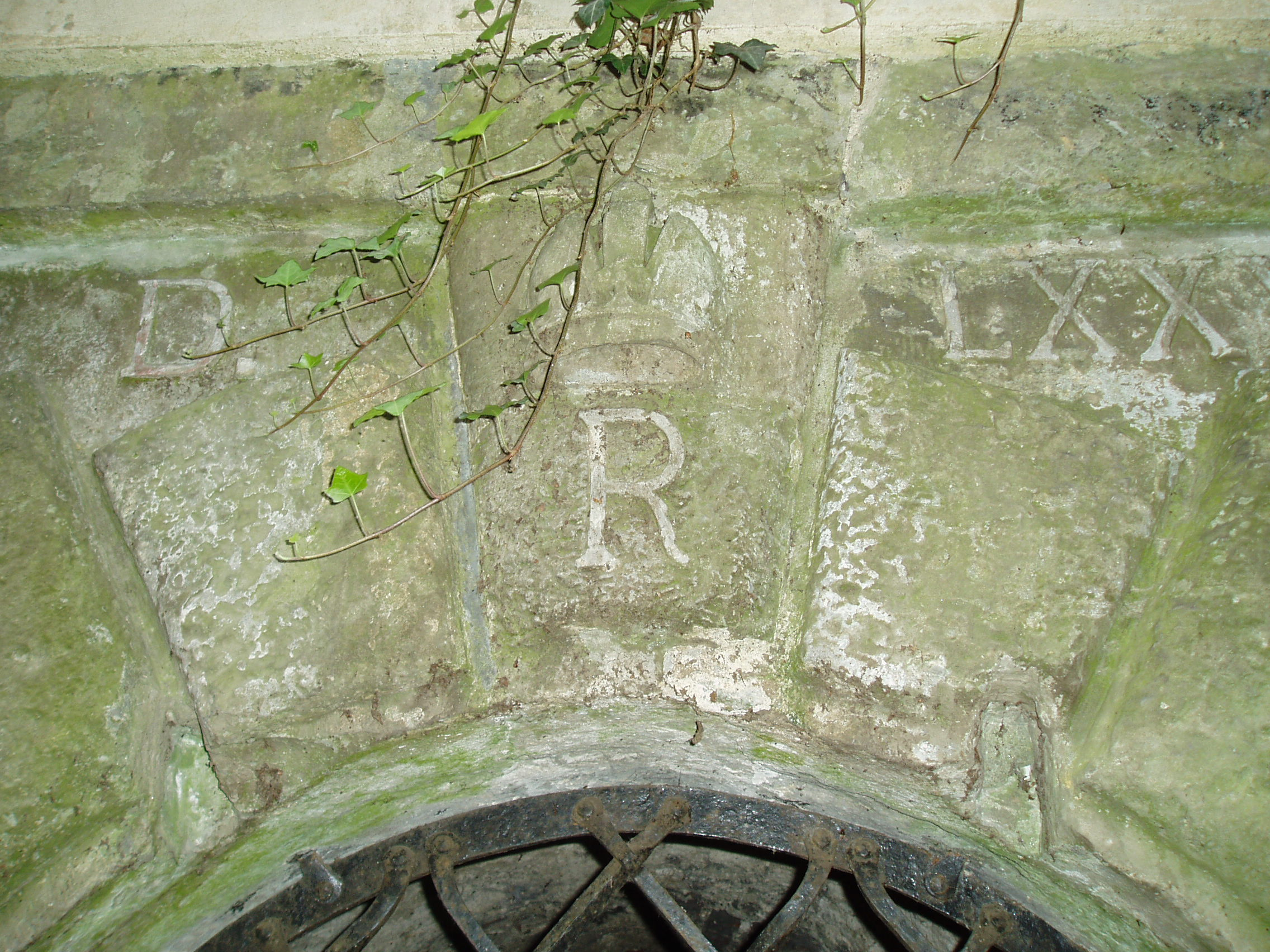
Detail vstupního portálu s iniciálou císaře Rudolfa

Štola o délce 1098 metrů překonává výškový rozdíl hladin Vltavy 110 cm. Odběrné zařízení se nachází ve zdrži Helmovského jezu, ve žlutě omítnutém domku, tak zvané havírně, na levém břehu Vltavy pod Letenskými sady u nábřeží Edvarda Beneše, mezi Čechovým a Štefánikovým mostem, kde je mechanismus stavidel, jimiž se reguloval přítok vody do štoly. Trasa je vedena pod Letenskými sady a ulicí Nad štolou, dále pod Letenským náměstím. Čechovou ulicí a horní částí Královské obory až k vodovodnímu domku poblíž bývalé Šlechtovy restaurace. Štola probíhá asi 45 metrů pod terénem a dnešní zástavbou Letné.
Štola má vejčitý profil, výšku od dvou do čtyř metrů, šířku od 90 do 150 centimetrů. Je ražená, konce jsou obezděné cihlami, dno pokryté keramickými žlabovkami. Ve Stromovce je ukončená zděným portálem, zdobeným korunkou, letopočtem dokončení stavby (1593) a iniciálou R (Rudolf II.).
Zachovány jsou i čtyři téměř čtyřicetimetrové průduchy, které sloužily při výstavbě. Jeden z nich je vidět v Čechově ulici a je zakryt věžičkou, další pak vyúsťuje do parku na Letné (u tenisové haly). Věžička, která je vidět v Čechově ulici před domem čp. 16 je odbočná chodba z hlavní šachty č. 2 a jde o úpravu z roku 1906. Šachta č. 2 končí totiž ve vozovce a je zakrytá litinovým poklopem.

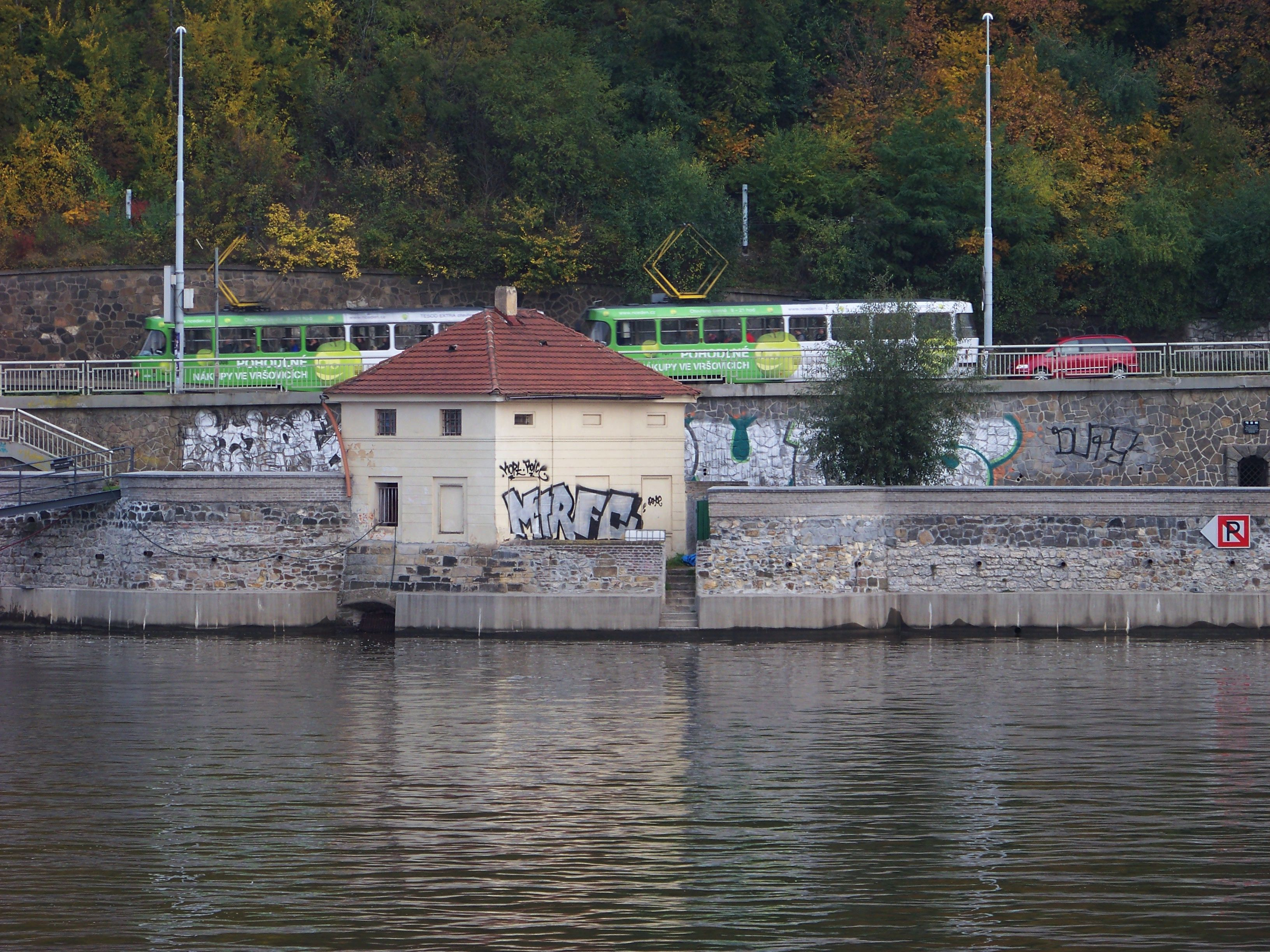
Začátek Rudolfovy štoly u nábřeží Edvarda Beneše
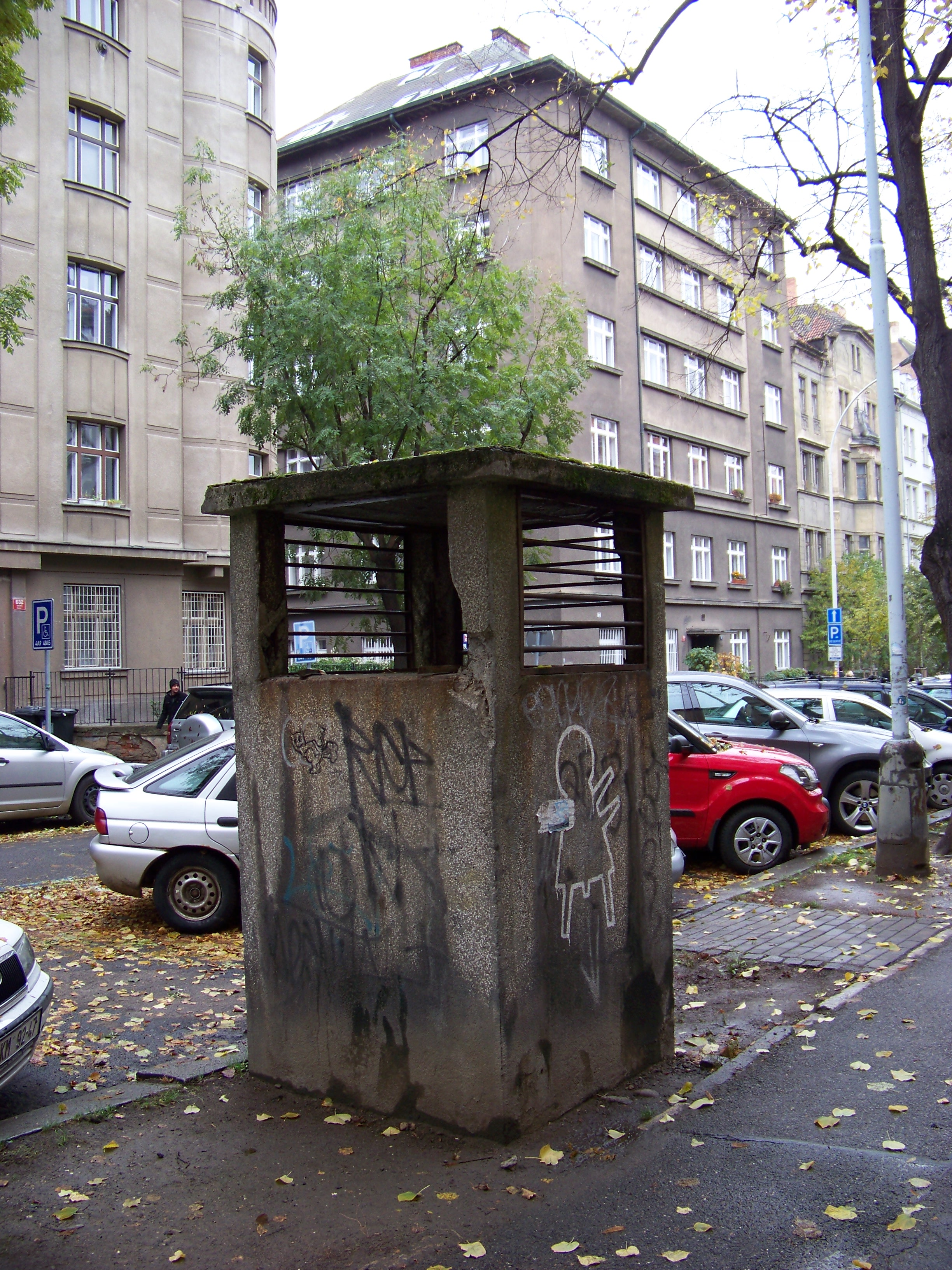
Vyústění z větrací šachty v Čechově ulici
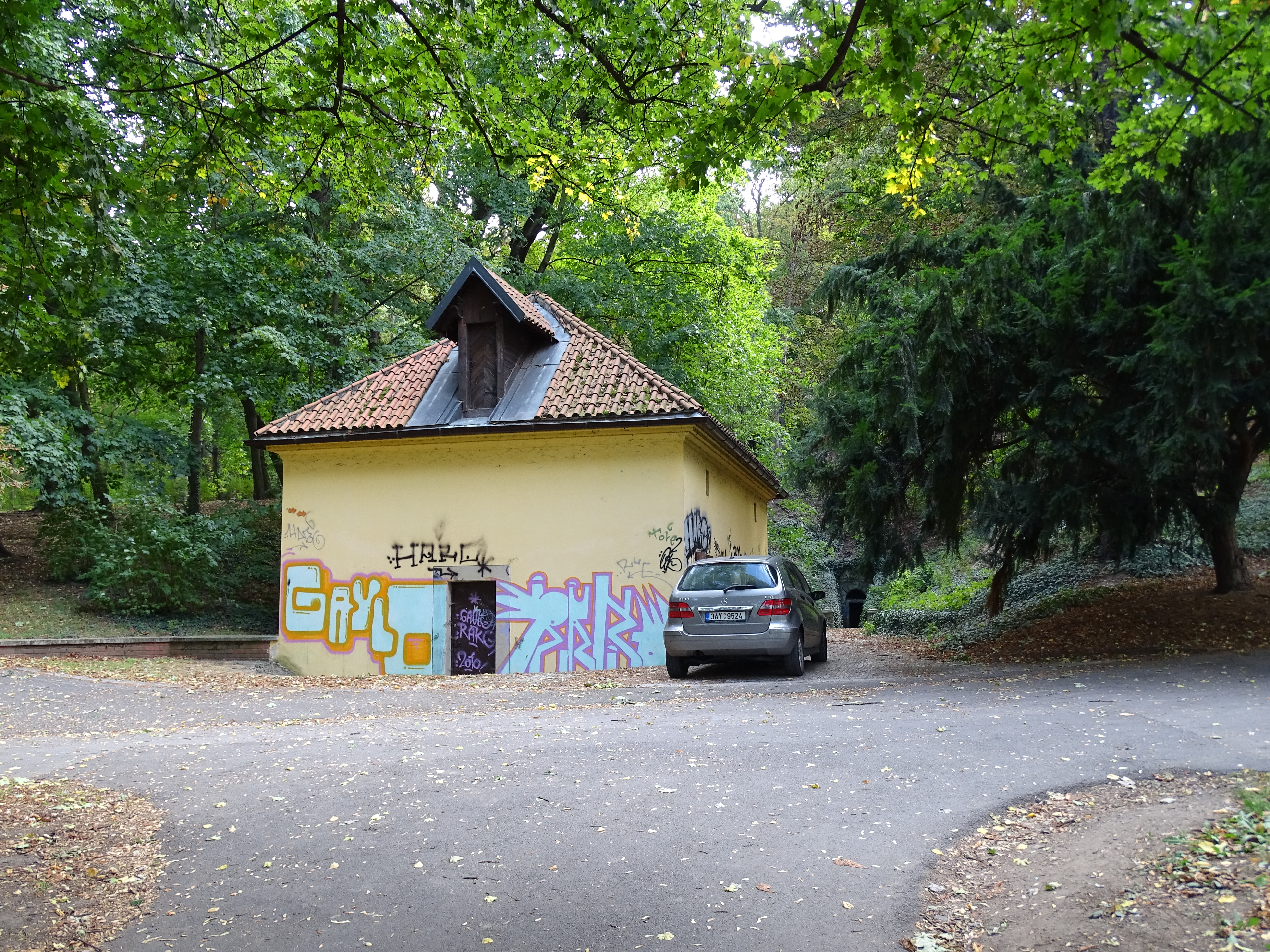
Vodovodní domek u vyústění štoly ve Stromovce
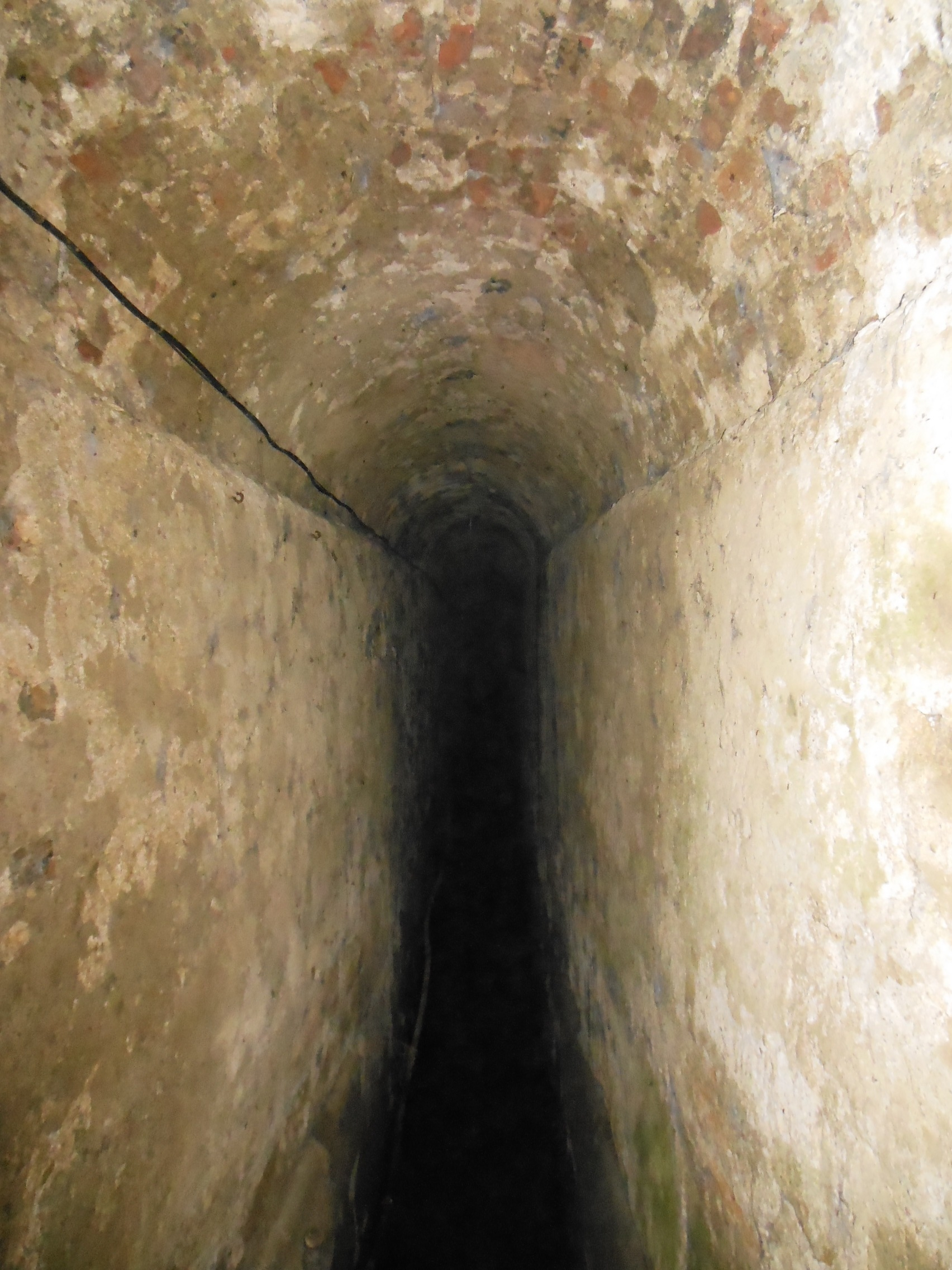
Štola v pohledu od Stromovky